# Isabelle Guyon
Pour les articles homonymes, voir Guyon.
Isabelle Guyon, née le 15 août 1961 à Paris, est une chercheuse en intelligence artificielle de nationalités française, suisse et américaine. Elle est considérée comme l’une des pionnières du domaine, notamment grâce à sa contribution aux machines à vecteurs de support. Elle est professeur titulaire de la chaire Big Data à l’Université Paris-Saclay et directrice de recherche à Google DeepMind depuis octobre 2022.

## Biographie
Diplômée de l’ESPCI en 1985, elle rejoint le laboratoire de Gérard Dreyfus à l’Université Pierre-et-Marie-Curie afin d’y effectuer son doctorat sur l’architecture et l’apprentissage des réseaux de neurones,.
Isabelle Guyon soutient sa thèse en 1988 et est recrutée l’année suivante aux laboratoires Bell d'AT&T, d’abord en tant que post-doc, puis en tant que responsable de recherche. Elle y reste pendant 6 ans, où elle explore différents domaines de recherche allant des réseaux de neurones aux algorithmes de reconnaissance de formes et à la théorie de l’apprentissage (en), avec pour application majeure la reconnaissance de l'écriture manuscrite. Elle collabore notamment avec Yann LeCun, Léon Bottou, Vladimir Vapnik, Corinna Cortes, Yoshua Bengio, Patrice Simard, et y rencontre son futur mari, Bernhard Boser,.
En 1996, Isabelle Guyon quitte les laboratoires Bell et élève ses enfants à Berkeley, en Californie. Elle crée alors sa propre entreprise de conseil en apprentissage automatique, Clopinet.  Elle s’intéresse aux applications médicales, et utilise ses travaux précédents pour classifier les gènes responsables de différents types de cancers.  
Depuis 2003, Isabelle Guyon organise régulièrement des compétitions en science des données afin de stimuler la recherche dans ce domaine,. Elle fonde, en 2011, ChaLearn, une organisation à but non lucratif qui anime et gère ses compétitions. Elle préside le programme de NeurIPS 2016 et devient présidente générale de NeurIPS en 2017. Elle est également éditrice associée du Journal of Machine Learning Research et de Series: Challenges in Machine Learning. Elle est membre du European Laboratory for Learning and Intelligent Systems (en). 
Fin 2013, Isabelle Guyon est invitée en France pour une résidence de 5 mois à l'Université d'Aix-Marseille, dans l'équipe Qarma du Laboratoire d'Informatique Fondamentale de Marseille. Ce séjour lui permet de construire des collaborations locales, nationales et européennes. En 2016, Isabelle Guyon préside la Chaire d’enseignement en Big data entre l’Université Paris-Saclay et l’INRIA. Elle travaille en particulier dans le groupe TAU (TAckling the Underspecified) du Laboratoire de recherche en informatique. 
Avec Bernhard Schölkopf et Vladimir Vapnik, elle reçoit en 2020 le prix Frontier of Knowledge pour ses travaux en intelligence artificielle.

## Travaux
Isabelle Guyon a travaillé dans de nombreux domaines de l’apprentissage automatique, dont les réseaux de neurones, les machines à vecteur de support, la sélection de caractéristique et l’application de l'apprentissage automatique à la biologie (en).

### Machines à vecteur de support
Parmi ses contributions les plus notables se trouvent l’invention des machines à vecteur de support en 1992, avec Bernhard Boser et Vladimir Vapnik. Il s’agit d’un algorithme d’apprentissage supervisé, comparable aux réseaux de neurones ou aux arbres de décision, qui est rapidement devenu une méthode classique en apprentissage automatique. Les machines à vecteur de support ont notamment contribué à la popularisation des méthodes à noyau.

### Réseaux de neurones
Pendant ses années aux laboratoires Bell, Isabelle Guyon a participé à de nombreux projets sur les réseaux de neurones. Elle a co-écrit les premières publications sur l’utilisation des réseaux de neurones pour reconnaître les chiffres manuscrits en utilisant la base de données MNIST. Elle a également co-inventé les réseaux de neurones siamois (en), algorithme d’apprentissage de similarités utilisé pour la reconnaissance d’objets, de visages ou de signatures.

### Machine learning pour la biologie
Isabelle Guyon est l’autrice de nombreux travaux à l’intersection de la biologie (recherche sur le cancer et génomique) et de l’intelligence artificielle. Elle a notamment introduit l’utilisation de machines à vecteur de support pour déterminer la présence de cancer chez un individu en utilisant ses gènes.

### Compétitions en machine learning
Par l’intermédiaire de son organisme à but non-lucratif ChaLearn, Isabelle Guyon a organisé et dirigé des compétitions ouvertes à tous pour résoudre des problèmes ouverts d’apprentissage automatique, dont la vision par ordinateur, les neurosciences, la physique des particules, la sélection de caractéristique et le machine learning automatique (en).  La plupart des compétitions organisées par ChaLearn ont donné lieu à des publications, dont on trouve parmi les plus citées:
- Guyon et al., Result analysis of the NIPS 2003 feature selection challenge, Advances in neural information processing systems, 2005, lien
- Escalera et al., ChaLearn Looking at People Challenge 2014: Dataset and Results, Computer Vision - ECCV 2014 Workshops, Springer International Publishing, 2014, lien
- Guyon et al., A brief Review of the ChaLearn AutoML Challenge, JMLR: Workshop and Conference Proceedings 64:21-30, 2016, lien
- Adam-Bourdario et al., The Higgs boson machine learning challenge, JMLR: Workshop and Conference Proceedings 42:19-55, 2015, lien

## Vie privée
Elle est mariée à Bernhard Boser, professeur à UC Berkeley. Elle a deux jumeaux et une fille, tous les trois ayant effectué des études scientifiques. Isabelle Guyon a trois nationalités : française de naissance, suisse par mariage et américaine par naturalisation.

## Distinctions
- Élue à l'Académie des technologies (2024)[29]
- Lauréate du prix Frontier of Knowledge par la fondation BBVA (2020)[3]
- Fellow of the American Medical Informatics Association (en) (2011)[30]

## Publications
- Avec Bernhard Boser et Vladmir Vapnik, A training algorithm for optimal margin classifiers, Proceedings of the fifth annual workshop on Computational learning theory, 1992, doi:10.1145/130385.130401
- Avec Jane Bromley, Yann LeCun, Eduard Säckinger et Roopak Shah, Signature verification using a" siamese" time delay neural network, Advances in Neural Information Processing Systems, 1994, doi: 10.5555/2987189.2987282
- Avec André Elisseeff, An introduction to variable and feature selection, Journal of Machine Learning Research, 2003, doi: 10.5555/944919.944968
- Avec Jason Weston, Stephen Barnhill et Vladimir Vapnik, Gene selection for cancer classification using support vector machines, Machine Learning, Kluwer Academic Publishers, 2002, doi: 10.1023/A:1012487302797